# Hütterscheid
Hütterscheid es un municipio situado en el distrito de Bitburg-Prüm, en el estado federado de Renania-Palatinado (Alemania). Tiene una población estimada, a fines de 2020, de 169 habitantes.
Forma parte de la colectividad de municipios (en alemán, verbandsgemeinde) de Bitburger Land.
Está ubicado al noroeste del estado, en la región de Eifel, cerca de la frontera con Luxemburgo, al norte de la ciudad de Tréveris y del río Mosela —un afluente del Rin por la izquierda—.